# Chen Jie (Politiker)

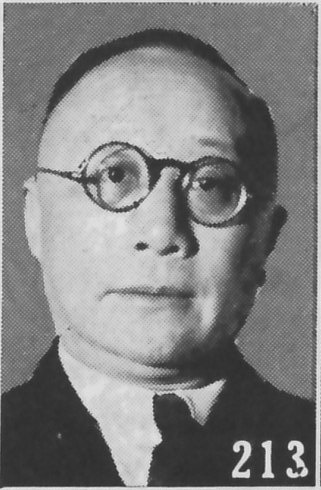
Chen Jie, Porträt aus Saishin Shina yōjin den, vor 1942.

Chen Jie (chinesisch 陳介, Pinyin Chén Jiè; * 1885 in Hangzhou, Chinesisches Kaiserreich; † 15. August 1951 in Buenos Aires, Argentinien) war ein chinesischer Botschafter und Politiker.

## Leben

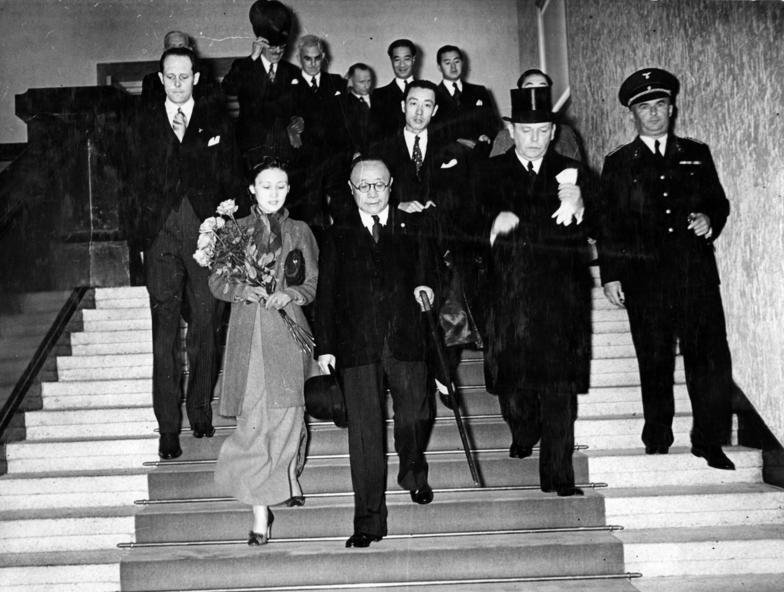
Botschafter Chen Jie verlässt am 21. September 1938 mit seiner Tochter den Anhalter Bahnhof, rechts im Bild Carl von Schubert, links Legationsrat Rudolf Graf Strachwitz

Chen Jie studierte in Japan und von 1907 bis 1912 an der Universität Berlin. Von 1935 bis 1938 war er Vizeaußenminister der Republik China. Von 1938 bis zum 9. Dezember 1941 war Chen Jie Botschafter in Berlin. Die Übergabe seines Beglaubigungsschreibens wurde mehrfach verzögert und konnte erst am 16. Dezember 1938, einige Zeit nach Akkreditierung des Gesandten Mandschukuo, erfolgen.
Seit Sommer 1937 war Ho Feng Shan chinesischer Geschäftsträger in Wien. Nach dem Anschluss Österreichs am 11. März 1938, wurde Ho Feng Shan Generalkonsul und der Botschaft in Berlin unterstellt. Chen Jie wies Ho Feng Shan telefonisch an, eine restriktive Visapraxis bei Juden anzuwenden.
Am Abend des 12. November 1940 empfing Joachim von Ribbentrop gemeinsam mit Chen Jie Wjatscheslaw Michailowitsch Molotow auf dem Anhalter Bahnhof. Am 9. Dezember 1941 überreichte Chen Jie die chinesische Kriegserklärung an das Deutsche Reich.
In der Folge wurde er Botschafter at large für Zentralamerika der Republik China. Im Oktober 1943 konnte Chen Jie sein Akkreditierungsschreiben von der Regierung Chiang Kai-shek bei Getúlio Vargas (Brasilien) vorlegen. Am 15. Juli 1944 konnte er seine Akkreditierung bei der Regierung von Manuel Ávila Camacho (Mexiko) vorlegen. Ab August 1945 war er Botschafter bei Juan Perón in Argentinien.